# 768
| [ Edytuj tabelę ]          |                                                                                             |
| Król Asturii               | - 757 Fruela I 768 - 768 Aurelio 774                                                        |
| Cesarz Bizancjum           | - 741 Konstantyn V Kopronim 775                                                             |
| Chan Bułgarii              | - 767 Pagan 768 - 768 Telerig 777                                                           |
| Cesarz Chin                | - 762 Tang Daizong 779                                                                      |
| Król Essexu                | - 758 Sigeric 798                                                                           |
| Król Franków               | - 751 Pepin Krótki 768 - 768 Karloman 771 - 768 Karol Wielki 814                            |
| Cesarz Japonii             | - 764 Shōtoku 770                                                                           |
| Kalif                      | - 754 Al-Mansur 775                                                                         |
| Patriarcha Konstantynopola | - 766 Nicetas I 780                                                                         |
| Król Longobardów           | - 757 Dezyderiusz 774                                                                       |
| Król Mercji                | - 757 Offa 796                                                                              |
| Król Nortumbrii            | - 765 Alhred 774                                                                            |
| Papież                     | - 767 Konstantyn II (antypapież) 768 - 768 Filip (antypapież) 768 - 768 Stefan III (IV) 772 |
| Doża Wenecji               | - 764 Maurizio Galbaio 787                                                                  |
| Król Wessexu               | - 757 Cynewulf 786                                                                          |

Rok 768 / DCCLXVIII
stulecia: VII wiek ~
VIII wiek ~
IX wiek

lata: 758 «
763 «
764 «
765 «
766 «
767 «
768
» 769
» 770
» 771
» 772
» 773
» 778

## Wydarzenia
- 31 lipca – elekcja i złożenie z urzędu antypapieża Filipa
- 6 sierpnia – złożenie z urzędu antypapieża Konstantyna II
- 1 sierpnia – (lub 7 sierpnia) – elekcja papieża Stefana III (IV)
- 9 listopada – początek panowania Karola Wielkiego
- Objęcie tronu Asturii przez Aurelia

## Zmarli
- 14 stycznia – Fruela I Okrutny, król Asturii
- 20 sierpnia – Eadbert, król Nortumbrii
- 24 września – Pepin Krótki zwany Małym